# Boisse
Boisse település Franciaországban, Dordogne megyében. Lakosainak száma 249 fő (2022. január 1.). Boisse Montaut, Bardou, Faurilles, Issigeac, Monmarvès, Cavarc, Saint-Léon-d’Issigeac és Sainte-Radegonde községekkel határos.

## Népesség
A település népességének változása:
| Lakosok száma | 266  | 206  | 196  | 226  | 249  | 248  | 246  | 246  | 246  | 249  |
|               | 1968 | 1982 | 1990 | 2006 | 2013 | 2015 | 2017 | 2019 | 2020 | 2022 |